# Ali Suliman
Ali Suliman (en árabe: علي سليمان‎, en hebreo: עלי סלימאן‎; nacido en Nazaret el 10 de octubre de 1977) es un actor palestino israelí.   Es conocido, entre otros, por su trabajo en la serie Jack Ryan y la película Paradise Now .  

## Vida y carrera
Ali nació en Nazaret, Israel, hijo de una familia de refugiados palestinos originarios de Safuriya. Es el menor de 12 hermanos y hermanas. Se graduó en la Escuela de Interpretación Yoram Loewenstein y comenzó su carrera en el teatro. En 2005, obtuvo el papel principal en la película palestina Paradise Now, que ganó el Globo de Oro a la Mejor Película en Lengua Extranjera y fue nominada a los Óscar en la misma categoría. 
Su éxito como protagonista de Paradise Now lanzó su carrera en Hollywood, donde grabó en 2007 la película La Sombra del reino, de Peter Berg; Red de Mentiras, de Ridley Scott, en 2008; y El Único Superviviente, de nuevo de Peter Berg, en 2013.En el cine árabe, ha acaparado papeles protagonistas en numerosas películas, desde Los Limoneros (2008), donde interpreta a un abogado, hasta en The Time That Remains (2009), en la que hace de un joven palestino desplazado, así como en El Atentado (2013), donde interpreta a un reconocido doctor israelí de origen palestino cuya mujer se inmola en un atentado suicida, y en Farha (2021), ambientada en la Nakba palestina. En cuanto a las series de televisión, Suliman ha aparecido en la estadounidense Homeland, en la británica La Promesa y, más recientemente, en The Looming Tower (2018). Ese mismo año, interpretó a Mousa Bin Suleiman en la serie de suspense y acción de Amazon Prime Video Jack Ryan. 

## Filmografía
| Año  | Título                      | Role              | Notas        |
| ---- | --------------------------- | ----------------- | ------------ |
| 1996 | Crónica de una desaparición | El hombre         |              |
| 2004 | La novia siria              | Oficial sirio     |              |
| 2005 | Paradise Now                | Khaled            |              |
| 2007 | La Sombra del Reino         | Sargento Haytham  |              |
| 2008 | El Príncipe de Venecia      | Walid             | Cortometraje |
| 2008 | Los Limoneros               | Ziad Daud         |              |
| 2008 | Red de mentiras             | Omar Sadiki       |              |
| 2009 | The Times That Remains      | El novio de Eliza |              |
| 2011 | El último Viernes           | Yousef            |              |
| 2011 | Do Not Forget Me, Istambul  | Fayiz             |              |
| 2012 | El Atentado                 | Amin Jaafari      |              |
| 2012 | Inheritance                 | Marwan            |              |
| 2012 | Verano Cruel                | Rey               | Cortometraje |
| 2012 | Zaytoun                     | Oficial sirio     |              |
| 2013 | En todas partes menos aquí  | salaj             |              |
| 2013 | El Único Superviviente      | Gulab             |              |
| 2014 | Volando a Casa              | Jeque             |              |
| 2014 | Una identidad prestada      | Salah             |              |
| 2014 | Marte al amanecer           | Khaled            |              |
| 2015 | Rattle the Cage             | Dabaan            |              |
| 2016 | Armonía                     | Daod              |              |
| 2017 | La Huída                    | Cabir             | Coproductor  |
| 2019 | El Río                      |                   |              |
| 2019 | De Repente, el Paraíso      |                   |              |
| 2020 | A 200 Metros                | Mustafa           |              |
| 2021 | Farha                       | Abu Walid         |              |
| 2021 | La Traición de Huda         | Hasan             |              |
| 2022 | Las nadadoras               | Ezzat Mardini     |              |
| 2024 | Arthur the King             | TBA               |              |

## Series de Televisión
- 2011 : Homeland
- 2011 : La Promesa
- 2017 : The State
- 2018 : Jack Ryan
- 2018 : The Looming Tower

## Obras de Teatro
- 2000 : At The Heart of the See
- 2000 : The Wise Nathan
- 2001 : A View from the Bridge
- 2002 : The Mission
- 2002 : Antar
- 2002 : The Heart’s Key
- 2002 : Esperando a Godot
- 2003 : Can-Opener
- 2004 : The Glass Menagerie
- 2005 : The storm
- 2005 : Salome[13]
- 2007 : Forget Herostratos de Gregore Goren
- 2007 : The Sneeze
- 2008 :  The beggarly that exchanged
- 2009 :  I Am Yusuf and This Is My Brother[14]

## Premios
| Año  | Resultado | Otorgar                                      | Categoría   | Trabajar          |
| ---- | --------- | -------------------------------------------- | ----------- | ----------------- |
| 2015 | Ganado    | Festival Internacional de Cine de Alejandría | Mejor actor | Marte al amanecer |
| 2011 | Ganado    | Festival Internacional de Cine de Dubái      | Mejor actor | El último Viernes |
| 2012 | Ganado    | Festival de Cine de Cartago                  | Mejor actor | El último Viernes |